# Anticorpi neutralizzanti HIV-1
Gli anticorpi neutralizzanti HIV-1 (bNAbs o Broadly Neutralizing HIV-1 Antibodies) sono anticorpi neutralizzanti diretti verso multipli ceppi virali di  HIV-1, il più diffuso e, ad oggi, letale dei due ceppi principali di virus HIV.
Al contrario i non bNAbs sono specifici per i singoli ceppi virali.

## Caratteristiche
Gli anticorpi neutralizzanti legano regioni conservate delle proteine di superficie del virus. La generazione di anticorpi neutralizzanti ad ampio spettro anti-HIV è un obiettivo nella ricerca del vaccino contro l'HIV.
L'effetto neutralizzante dipende sia dal legame dei bNAbs sulle proteine virali che dall'efficiente legame delle bNAbs al recettore Fc. L'efficiente legame con il FcRn (isoforma del recettore Fc) che si verifica sia in vagina che nel retto può migliorare la neutralizzazione nelle porte d'ingresso naturali del virus HIV.
Gli bNAbs possono essere classificati secondo il loro sito di legame, un legame può essere verso il dominio transmembrana della gp41 (MPER: regione esterna della membrana-prossimale ), per il peptidoglicano della GP120, per il sito di legame della gp120, per il recettore cellulare CD4 o regioni variabili della gp120 (V1-3).

## Elenco
Gli ultimi anni hanno visto un crescente numero di scoperte di NAb contro HIV-1. La tabella seguente mostra le caratteristiche dei vari HIV-1 bNAbs:
| Epitopo Virale             | Caratteristiche anticorpo | Famiglia di anticorpi monoclonale | Anno della pubblicazione |
| MPER di gp41               | Contiguous sequence       | 2F5                               | 1992                     |
| MPER di gp41               | Contiguous sequence       | 4E10                              | 1994                     |
| MPER di gp41               | Contiguous sequence       | M66.6                             | 2011                     |
| MPER di gp41               | Contiguous sequence       | CAP206-CH12                       | 2011                     |
| MPER di gp41               | Contiguous sequence       | 10E8 l                            | 2012                     |
| V1V2-glicano               | Peptidoglicano            | PG9, PG16                         | 2009                     |
| V1V2-glicano               | Peptidoglicano            | CH01–04                           | 2011                     |
| V1V2-glicano               | Peptidoglicano            | PGT 141–145                       | 2011                     |
| Glicano di dominio esterno | Glicano                   | 2G12                              | 1994                     |
| V3-glicano                 | Peptidoglicano            | PGT121–123                        | 2011                     |
| V3-glicano                 | Peptidoglicano            | PGT125–131                        | 2011                     |
| V3-glicano                 | Peptidoglicano            | PGT135–137                        | 2011                     |
| Sito di legame di CD4      | CDRH3 loop                | b12                               | 1991                     |
| Sito di legame di CD4      | CDRH3 loop                | HJ16                              | 2010                     |
| Sito di legame di CD4      | CDRH3 loop                | CH103–106                         | 2013                     |
| Sito di legame di CD4      | Mimics CD4 via CDRH2      | VRC01–03                          | 2010                     |
| Sito di legame di CD4      | Mimics CD4 via CDRH2      | VRC-PG04, 04b                     | 2011                     |
| Sito di legame di CD4      | Mimics CD4 via CDRH2      | VRC-CH30–34                       | 2011                     |
| Sito di legame di CD4      | Mimics CD4 via CDRH2      | 3BNC117, 3BNC60                   | 2011                     |
| Sito di legame di CD4      | Mimics CD4 via CDRH2      | NIH45–46                          | 2011                     |
| Sito di legame di CD4      | Mimics CD4 via CDRH2      | 12A12, 12A21                      | 2011                     |
| Sito di legame di CD4      | Mimics CD4 via CDRH2      | 8ANC131, 134                      | 2011, 2015               |
| Sito di legame di CD4      | Mimics CD4 via CDRH2      | 1NC9, 1B2530                      | 2011, 2015               |

## Database online
Il database online come bNAber e LANL sono costantemente aggiornati nella scoperta di nuovi bNAbs contro HIV.